# Стефан Урош III
Стефан Урош III Де́чанський (серб. Стефан Урош III Дечански; бл. 1285 — Звечан, 11 листопада 1331) — король Сербії з династії Неманичів, син короля Милутіна (1282—1321) і болгарської царівни Анни, батько царів Стефана Душана і Симеона Синіши. Стефан заснував у селі Дечани  монастир, завдяки чому і отримав прізвисько «Дечанський».

## Біографія

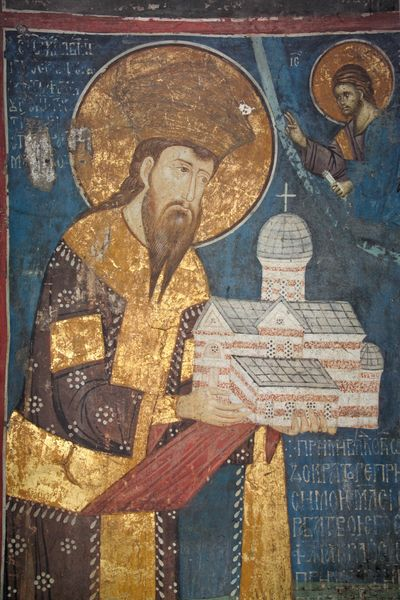
Зображення Стефана Уроша ІІІ на фресці у церкві як засновника Дечанського монастиря

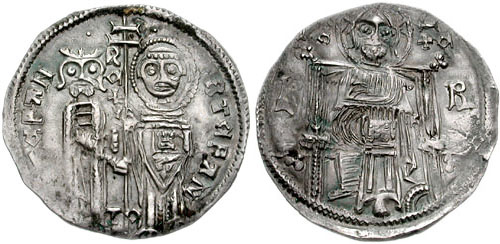
Стефан Дечанський на середньовічній монеті

У дитинстві Стефан Урош був відправлений батьком як заручник у Золоту Орду до хана Ногая (у 1292 році) для збереження миру між державами. Втік з полону через 8 років у 1299 році. Відразу ж після повернення отримав в управління область Зета і був одружений з Феодорою, дочкою болгарського царя Смільця.
В 1314 році підняв повстання проти свого батька, зазнав поразки, був осліплений і відправлений у вигнання в Константинополь разом з дружиною та малим сином Стефаном Душаном. Оскільки всюди на фресках Стефан Урош зображений зрячим і без чорної пов'язки на очах, його осліплення ставиться під сумнів. Під час вигнання, після смерті Феодори, одружився вдруге з візантійською царівною Марією Палеолог.
В 1320 році з дозволу батька повернувся з вигнання. Після смерті останнього (29 жовтня 1321), перемігши кількох претендентів, був коронований та посів сербський престол. Син Стефана Уроша Стефан Душан став спадкоємцем престолу і отримав титул «молодий король».
Завдяки переможним війнам Стефана Душана кордони Сербії розширилися за рахунок Візантії, а, після перемоги над Болгарією в битві під Вельбужді (1330), Стефан Урош став найвпливовівшим монархом Балкан.
У 1331 році відбулося різке погіршення відносин Стефана Уроша із сином-спадкоємцем. З лютого між їх військами почалися збройні зіткнення, що проходили в основному в районі Зети, поблизу міста Скадар, недалеко від резиденції спадкоємця престолу. У квітні місяці сторони уклали недовге перемир'я, проте вже в кінці серпня 1331 війська Душана почали облогу королівського палацу в Неродімлі. Незабаром Стефан Урош III потрапив у полон.

## Діти
Від першої дружини — болгарської царівни Феодори:
- Стефан Душан
- Душа, який помер у 1318 в Константинополі під час вигнання сім'ї
- Олена

Від другої дружини — візантійської царівни Марії Палеолог:
- Симеон Синіша
- Феодора-Євдокія

## Смерть і шанування
За версією Григорія Цамблака, Стефан Урош був ув'язнений у замку Звечан і задушений власним сином Стефаном Душаном, за що той і отримав своє прізвисько. 
За іншою версією, Стефан Урош помер від серцевого нападу в ув'язненні у заснованому ним монастирі Дечани, де зберігаються його нетлінні мощі.
Сербська православна церква канонізувала його як святого короля.